# Tarbes–Lourdes–Pyrénées repülőtér
A Tarbes–Lourdes–Pyrénées repülőtér (IATA: LDE, ICAO: LFBT) egy nemzetközi repülőtér Franciaországban, Tarbes közelében. Éves utasforgalma 403 325 fő (2022).

## Kifutók
A repülőtér futópályái:
- 02/20

## Légitársaságok és úticélok
| Légitársaság    | Célállomások |
| --------------- | --- |
| Air France Hop  | Párizs–Orly |
| Ryanair         | Bergamo, Charleroi (2021 október 31-től), Dublin, London–Stansted, Malta (2021 november 1-től), Rome–Ciampino Szezonális: Krakkó |
| Titan Airways   | Szezonális charter: Birmingham                                                                                                   |
| TUI fly Belgium | Szezonális: Brüsszel |

## Forgalom
Az utasforgalom az elmúlt években az alábbi módon változott:
| Utasok száma | 524 704 | 440 417 | 376 011 | 462 148 | 678 897 | 452 327 | 388 258 | 381 549 | 466 330 | 403 325 |
|              | 1997    | 2000    | 2003    | 2005    | 2008    | 2011    | 2014    | 2016    | 2019    | 2022    |